# Lysandra borussia
Lysandra borussia är en fjärilsart som beskrevs av Dadd 1909. Lysandra borussia ingår i släktet Lysandra och familjen juvelvingar. Inga underarter finns listade i Catalogue of Life.